# 조지 앨던 래드
조오지 앨드 래드(George Eldon Ladd, 1911년 7월 31일 ~ 1982년 10월 5일)는 침례교 목사였으며, 캘리포니아 파사데나에 있는 풀러 신학교에서 신약신학 주석학 교수였다. 그는 종말의 현재와 미래를 동시에 강조하는 시작된 종말론 그리고 역사적 전천년설의 입장을 고수하였고 환란 후 재림설을 발전시킨 것으로 유명하다. 그는 개혁주의의 구원관을 반대하였다. 그의 책 <신약성경 신학>(A Theology of the New Testament)는 칼빈의 기독교 강요 다음으로 가는 가장 영향력있는 책으로 마크 놀(Mark Noll)은 평가한다.

## 출판물
- The Blessed Hope . Grand Rapids: Eerdmans, 1980. ISBN 0-8028-1111-6
- The Gospel of the Kingdom. Grand Rapids: Eerdmans, 1959. ISBN 0-8028-1280-5
- The New Testament and Criticism. Grand Rapids: Eerdmans, 1967. ISBN 0-8028-1680-0
- A Commentary on the Revelation of John. Grand Rapids: Eerdmans, 1972. ISBN 0-8028-1684-3
- The Last Things (An Eschatology For Laymen). Grand Rapids: Eerdmans, 1978.
- A Theology of the New Testament. 2d ed. Edited by Donald A. Hagner. Grand Rapids: Eerdmans, 1993. ISBN 0-8028-0680-5
- The Presence of the Future. Grand Rapids: Eerdmans, 1974. ISBN 0-8028-1531-6